# Oxytropis malacophylla
Oxytropis malacophylla är en ärtväxtart som beskrevs av Aleksandr Andrejevitj Bunge. Oxytropis malacophylla ingår i släktet klovedlar, och familjen ärtväxter. Inga underarter finns listade i Catalogue of Life.